# Devil May Cry: HD Collection
Devil May Cry: HD Collection es una colección remasterizada en HD de los primeros tres títulos de la franquicia Devil May Cry, para las consolas de séptima generación PlayStation 3 y Xbox 360. Incluye los juegos Devil May Cry, Devil May Cry 2 y Devil May Cry 3: Dante's Awakening Special Edition. Fue anunciado oficialmente por Capcom en octubre de 2011. Su fecha de lanzamiento en Norteamérica y Europa estaba programada originalmente para el 3 de abril de 2012, pero la misma fue cambiada, lanzándose finalmente el 28 de marzo de 2012.
El 7 de diciembre de 2017 Capcom anunció que esta remasterización también llegaría a PlayStation 4, Xbox One Y Microsoft Windows. La fecha de lanzamiento en estas plataformas se produjo el 13 de marzo de 2018.

## Características
En la actualidad, las diferencias conocidas entre los títulos contenidos en la colección de alta definición y los originales de PS2 son la adición de logros y trofeos para Xbox 360 y PS3, respectivamente. También cuenta con los tres primeros juegos de gráficos de alta definición, contenido extra de arte conceptual nunca antes visto, así como contenido adicional.

## Gráficos
En general, el sistema de gráficos no ha cambiado notablemente, por lo tanto, no hay efectos de iluminación adicionales, y no presenta el uso de la MT Framework, utilizado en Devil May Cry 4. Pero, se hicieron una serie de remodelaciones gráficas para adaptar los gráficos antiguos en los nuevos sistemas.
La pantalla se establece ahora en su defecto a las resoluciones de pantalla ancha y de 32 bits (1024x768 y superiores). El estiramiento de la zona de gráficos para un efecto de mayor resolución. Esto, desafortunadamente, sólo se aplica a los gráficos del juego en curso, cuando se utiliza los menús de la pantalla aún por defecto se muestra una resolución de 4:3.
Los modelos de los personajes tienen un efecto Skinning nuevo para eliminar la imagen borrosa (ver la tabla comparativa más abajo), como shadow el cual en la versión anterior tenía un efecto difuminando en las piernas, y de color oscuro, pero en la versión HD, los detalles se añaden a sus piernas y tiene re-colorante en sus ojos.

## Contenido

### Devil May Cry
Primer juego de la saga y el segundo cronológicamente.

### Devil May Cry 2
Segundo juego de la saga y el tercero cronológicamente.

### Devil May Cry 3: Dante's Awakening
Tercer juego de la franquicia y el primero cronológicamente, un joven e inexperto Dante tiene que enfrentarse a su hermano gemelo Vergil.